# Nikolaus von Pottenburg

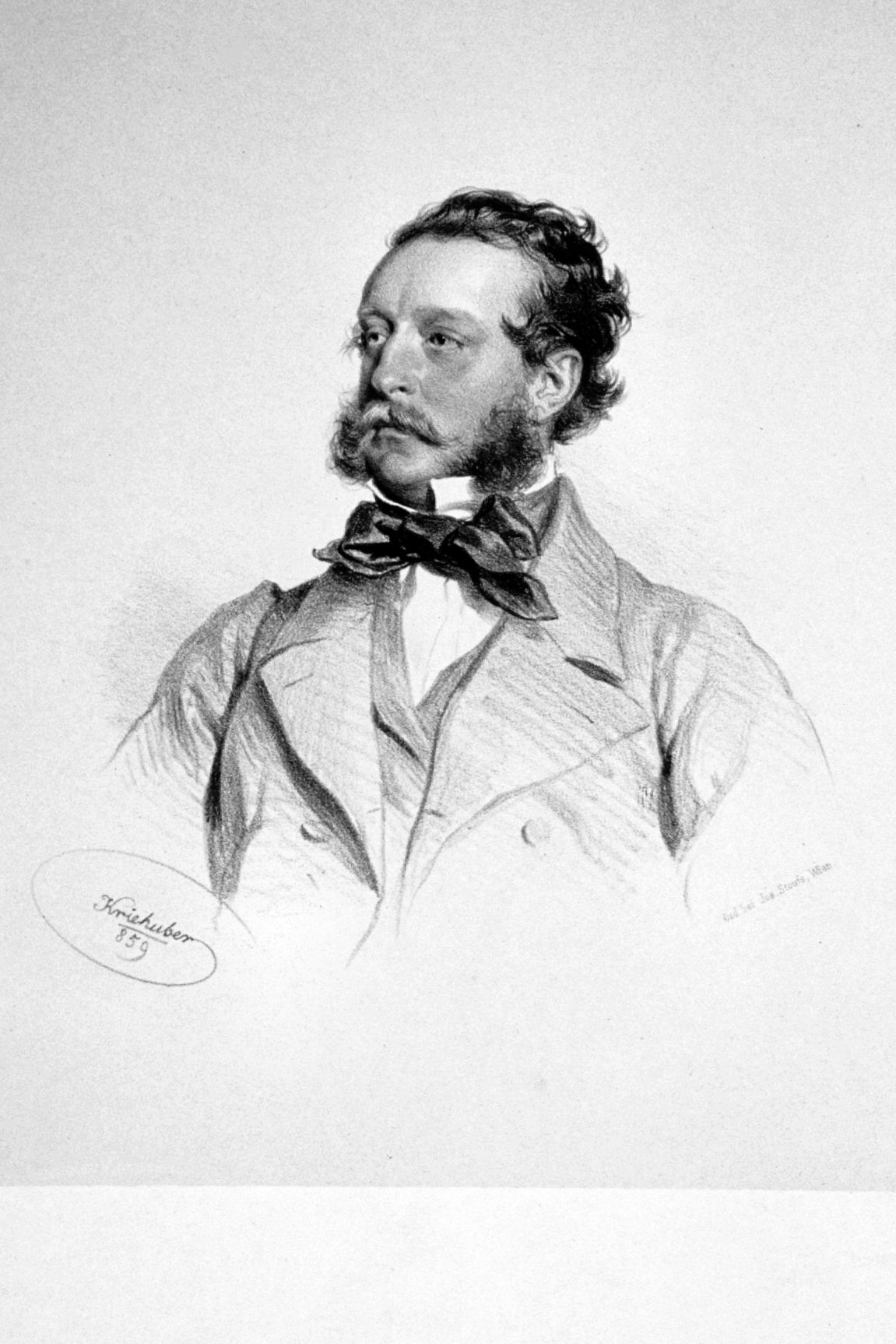
Nikolaus von Pottenburg (um 1859) Lithographie von J. Kriehuber

Freiherr Nikolaus von Pottenburg, bis 1870 Nikolaus Zulauf von Pottenburg (* 1822 in Wien; † 18. Februar 1884 in Stuttgart) war ein österreichischer Diplomat zur Zeit der italienischen und deutschen Einigungskriege.

## Leben
Nikolaus von Pottenburg studierte 1840 bis 1844 Rechtswissenschaften an der Universität Wien, wo er u. a. auch mit dem Dichter Alexander Julius Schindler zusammentraf. 1844 wurde er Konzeptspraktikant bei der niederösterreichischen Landesregierung, und diente ab 1848 als Sekretär des Grafen Montecuccoli-Laderchi im Quartier des Grafen Radetzky in Lombardo-Venetien. Nach den Revolutionen von '48/49 trat er in den auswärtigen Dienst, ab 1852 als Legationssekretär an der Gesandtschaft in Turin, dann 1854 in gleicher Funktion in Kassel, und 1856 in Stockholm. Nach Ausbruch des Krieges in Italien (1859) bemühte sich v. Pottenburg bei der britischen Regierung in London um Bündnisunterstützung für Österreich. Nach weiteren Stationen in Madrid und Hannover, wurde er 1865 Geschäftsträger in Karlsruhe, und konnte bis zum Krieg mit Preußen (1866) die badische Regierung auf österreichischer Seite halten.
Nach dem Prager Frieden (1866) war er zunächst Geschäftsträger in Bern, dann diplomat. Agent und Generalkonsul in Bukarest (1868) sowie österreichischer Vertreter bei der Donaukommission. Ab 1871 im Rang eines k.u.k. außerordentlichen Gesandten und bevollmächtigten Ministers, leitete er für die die nächsten Jahre eine Reihe europäischer Gesandtschaften: ab 1872 in Athen, ab 1874 in Stockholm, und ab 1879 in Stuttgart (mit zusätzlicher Akkreditierung in Baden und Hessen-Darmstadt). Pottenburg starb 1884 in Stuttgart.

## Ehrungen
Pottenburg wurde 1866 geadelt, und 1870 in den Freiherrenstand erhoben.
- 1866: Ritter des österr. kaiser. Leopold-Ordens[4]
- 1867: Ritter II. Klasse des großherzogl. bad. Ordens vom Zähringer Löwen[5]
- 1870: Ritter II. Klasse des österr. Ordens der Eisernen Krone[6]
- 1881: Ritter des königl. schwed. Nordstern-Ordens[7]
- 1883: Geheimer Rat